# أنسغار برينكمان
أنسغار برينكمان (بالألمانية: Ansgar Brinkmann) مواليد 5 يوليو 1969 في فشتا، ألمانيا الغربية، هو لاعب كرة قدم ألماني سابق كان يلعب كلاعب وسط. لعب خلال مسيرته 426 مباراة سجل خلالها 43 هدفاً.

## المسيرة الاحترافية

### أندية لعب لها
- نادي ماينتس 05
- آينتراخت فرانكفورت
- أرمينيا بيليفيلد

## روابط خارجية
- أنسغار برينكمان على موقع IMDb (الإنجليزية)
- أنسغار برينكمان على موقع قاعدة بيانات كرة القدم.إي يو (الإنجليزية)
- أنسغار برينكمان على موقع بيانات كرة القدم. دي إي (الألمانية)
- أنسغار برينكمان على موقع عالم كرة القدم.نت (الإنجليزية)